# Cigány dzsessz
A cigány dzsessz a budapesti (vagy budapesti kötődésű) muzsikus cigányok által játszott dzsessz zene. A fogalom jelentése kevésbé behatárolható, mint a szinti szving esetében, ennek ellenére mind a szűkebb szakma, mind a szélesebb közönség által gyakran használt kifejezés.

## Definíciós nehézségek
- A cigány dzsessz kifejezésnek régebben a szakmai zsargonban – némi pejoratív felhanggal – a zenének, pontosabban a zenélésnek egyfajta megközelítését értették, mely a spontaneitást hozta előtérbe. Mára azonban a kifejezésnek ez az értelme elhalványult.
- A pesti dzsesszéletben egyaránt zenélnek cigány és nem cigány előadók. A dzsessz alapvetően nemzetközi irányzat, a zenészek nemzetiségi hovatartozásának nincs jelentősége. A cigány és nem cigány zenészek nagyon sokszor együtt lépnek fel, közös lemezeket adnak ki. Ebből a szemszögből közelítve nem értelmezhető a cigány dzsessz fogalma.
- Néhány esetben azonban a műfaj egyes irányzatainak megvan a határozott kötődése egy szűkebb kulturális körhöz, etnikumhoz. Ilyenek például a latin dzsessz és a szinti szving irányzatai. Az egyes cigány zenészeknek a cigány autentikus népzenét a dzsesszbe építő, „cigány etno-dzsessz” zenéjét határozottan etnikus alapon lehet cigány dzsessznek nevezni. Az etnikai kötődés más módon is hangsúlyt kaphat. Babos Gyula ilyen típusú zenét játszó zenekara a Project Romani nevet kapta, Szakcsi Lakatos Béla cigány nyelvű címet ad lemezének: Na dara! – Ne félj!.
- A szakma és a közönség azonban ennél lényegesen szélesebb körben használja a kifejezést. Roma Jazz Esten vagy Roma Jazz Fesztiválon nem csak ilyen típusú zenét játszanak, hanem megszólalnak a dzsessz egyéb irányzatai is.
- Mindezek mellett érdekes adalék, hogy míg a cigány dzsessz kifejezés közkeletű, addig ezzel szemben olyan kategóriák nem alakultak ki ki a köznyelvben hogy magyar dzsessz vagy nem cigány dzsessz.

## A cigány dzsessz gyökerei

### Kávéházi cigányzene
A cigány dzsessz előadói – néhány kivételtől eltekintve – a magyarcigányok zenészdinasztiáiból kerülnek ki. A muzsikus cigányok saját műfaja az úgynevezett vendéglátós- vagy kávéházi cigányzene, másik nevén a magyar nóta. Azonban zenei szolgáltatóként minden igényt ki kellett szolgálniuk, így a repertoárba bekerültek eleinte a polkák, keringők, más divattáncok és operettdalok is. A hangosfilmek és a rádiózás megjelenésével a különbözős dzsesszes hangvételű számok is egyre népszerűbbek lettek a közönség körében, így a cigányzenekarok ezeket is játszani kezdték. A hagyományos cigányzenétől való elfordulás részben a közízlés változásával, részben politikai okokkal magyarázható. Az ötvenes években a cigányzenét a letűnt uralkodó osztállyal társították és így nemkívánatosnak minősült. 1956. után pedig a cigányok forradalmi részvétele miatt vonták be sok cigányzenésznek a működési engedélyét. A muzsikus cigány családok nagy részében ekkor a gyerekeket már más hangszereken kezdik el tanítani és taníttatni. A hagyományos cigányzenét a dzsesszel az improvizatív játékmód és az esztam-ritmus rokonítja.

### A „mainstream” irányzatok
A cigány zenészek magas szintű technikai és összhangzattani tudásra és nagyfokú virtuozitásra tettek szert a dzsessz különböző ágaiban, mint a swing, bebop, hardbop, cool és a különböző fúziós irányzatok. Ekkor jelenik meg a szakmai zsargonban – kissé pejoratív értelemben – a cigány dzsessz kifejezés, értve alatta azt a jelenséget, amikor a cigány zenészek próba nélkül, a repertoárt csak szóban egyeztetve lépnek fel; a számokat sokszor első hallás után eljátsszák, és természetesen virtuóz módon rögtönöznek – mindezzel a közönség nagy tetszését váltva ki. A cigány dzsessz kifejezés ebben az értelemben az „ösztönös”, „spontán” és „népszerű”, „populáris” zenélést jelentette a „tanult”, „átgondolt” és „művészi” előadásmóddal szemben. A cigány dzsessz mint kifejezés ebben az értelemben már nemigen használatos, sokkal inkább egyfajta etnikai-kulturális értelme van.

### Kortárs komolyzene
A pesti – nem csak cigány – dzsessz az utóbbi időben nyitottá vált más zenei műfajok felé is. Egyik ilyen meghatározó irányzat a 20. század komolyzenéje. Elsősorban Bartók Béla szellemi hagyatéka jelentős, nem egyszer konkrét művei is beépülnek a dzsessz-darabokba. Emellett a század második felének az úgynevezett kortárs komolyzenéje is hatással van a dzsesszre.

### Népzenék
Ahogyan az 1960-as 70-es években a rockzene, úgy a 80-as, 90-es évektől a különböző népzenék gyakorolnak jelentős hatást a dzsesszre. A cigány dzsesszzenészek a különböző folkos irányzatokon belül előszeretettel nyúlnak az autentikus cigány népzenéhez, mely a cigányságnál máig élő jelenség. Ez határozottan etnikus karaktert ad a cigány zenészek által játszott dzsessznek, pontosabban csak egyik ágának.

## Cigány dzsessz előadók

### Hegedűsök
- Bacsik Elek
- Csányi „Matyi” Mátyás (eredetileg Ernő)
- Járóka Sándor
- Horváth „Kati” Lajos
- ifj. Kathy Horváth Lajos
- Lajkó Félix
- Lakatos Róbert (Roby Lakatos)
- Látó Frankie
- Radics Gábor
- ifj. Sárközi Lajos

### Gitárosok
- Babos Gyula
- Bacsik Elek
- Balogh Roland
- Halper László
- Horváth „Kispatkány” Dezső
- Horváth „Patkány” Sándor
- Kovács Andor
- Kurina Kornél
- Kosta Lukács (eredeti nevén valószínűleg Snétberger Konstantin)
- Lakatos Pál
- Nagy László (Gitano)
- Oláh Szabolcs
- Pusztai Antal
- Snétberger Ferenc

### Zongoristák, billentyűsök
- Balázs József
- Balogh Csibe Jenő
- Balogh Zoltán
- Botos Robi
- Cseke Gábor
- Csík Gusztáv
- Csíkos József
- Egri János Jr.
- Farkas Zsolt
- Füsti Balogh Gábor
- Gáspár Károly
- Horváth Balázs
- Jáger Bandi
- Jónás Rezső
- Ifj. Jónás Rezső
- Szakcsi Lakatos Béla
- Szakcsi Jr.
- Szakcsi Lakatos Róbert
- Oláh Tzumo Árpád
- Oláh Dezső
- Oláh Kálmán
- Oláh Krisztián
- Oláh Zoltán
- Pintér Zoltán
- Rafael Márió
- Varga Tivadar

### Szaxofonosok
- Bolla Gábor
- Lakatos Ablakos Dezső
- Lakatos Antal (Tony Lakatos)
- Lakatos Szoszó Sándor
- Németh János
- Oláh Antal
- Piroska Zoltán
- Raduly Mihály

### Bőgősök, basszusgitárosok
- Barcza Horváth József
- Duka Norbert
- Egri János
- Horváth Plutó József
- Kunu László
- Lakatos Bögöly Béla
- Lakatos Pecek Krisztián
- Oláh Péter
- Oláh Zoltán
- Orbán György
- Schildkraut Vilmos
- Torma Rudolf
- Pege Aladár

### Dobosok
- Balázs Elemér
- Balogh László
- Csörsz Zoltán
- Jávori Vilmos
- Jellinek Emil (Emilio)
- Kőszegi Imre
- Lakatos László
- Lakatos Pecek Géza
- Lakatos Pecek András
- Látó Attila
- Radics Máté

### Énekesek
- Lakatos Ágnes
- Palya Bea
- Szalóki Ági
- Szőke Nikoletta

## Cigány tematikájú összefoglaló szócikkek
- Cigány irodalom
- Cigány népcsoportok
- Cigány nyelv
- Cigány képzőművészet
- Cigány nemzeti jelképek
- Cigány ünnepek
- Cigányok